# Toby Kebbell
Tobias Alistair P. "Toby" Kebbell (Wakefield, Yorkshire del Oeste, Inglaterra; 9 de julio de 1982) es un actor británico, más conocido por su trabajo en las películas como RocknRolla, de Guy Ritchie donde interpreta a Johnny Quid, el músico y drogadicto hijastro de Lenny Cole, Prince of Persia: The Sands of Time, donde dio vida a Garsiv, y en The Sorcerer's Apprentice, donde interpretó a Drake Stone.
También, cuenta con un capítulo en la serie Black Mirror (Cap 3, Temp 1).

## Biografía
Es hijo de Michelle Mathers, una cocinera y de Robert Kebbell, un ingeniero; tiene tres hermanos: Jim, un escritor; Matt, un músico; y Dominic; también tiene una media hermana menor llamada Amelie "Boo" Mathers. Sus padres se divorciaron cuando Toby tenía dieciocho meses de edad.
Desde diciembre de 2008 sale con la empresaria Ruzwana Bashir hasta 2014 que Bashir fue fotografiada con Ben Rattray.

## Carrera
En 2004 apareció en la película Alexander, donde interpretó a Pausanius. En 2005 obtuvo un pequeño papel en la película Match Point. En 2007 interpretó a Rob Gretton en la película Control. En 2008 apareció en la película RocknRolla, donde interpretó al músico Johnny Quid, y en el cortometraje The German. En 2009 interpretó a Billy de adulto en el cortometraje Tea and Biscuits y apareció en la película Chéri, donde dio vida a Patron.
En 2010 apareció en la película The Conspirator, donde interpretó al actor John Wilkes Booth. También interpretó a Drake Stone en The Sorcerer's Apprentice, y en la película Prince of Persia: The Sands of Time, donde interpretó al príncipe Garsiv. En 2011 apareció en la película War Horse, donde interpretó al soldado Geordie. Actuó en la película The Veteran y en los cortometrajes Jess//Jim y Handcuffed. También aparece en el segundo capítulo de la primera temporada de la miniserie británica Black Mirror, donde interpretó al protagonista, Liam. En 2012 apareció en la película Wrath of the Titans, donde interpretó a Agénor. Ese mismo año apareció en la película The East.

## Filmografía

### Películas
| Año  | Título                              | Personaje                   | Notas |
| ---- | ----------------------------------- | --------------------------- | --- |
| 2020 | Bloodshot                           | Axe                         | junto a Vin Diesel Sam Heughan, Guy Pearce y Eiza González                                                |
| 2018 | Huracan: categoria 5                |                             | junto a Maggie Grace y Ryan Kwanten                                                                       |
| 2018 | Ahi viene cascarrabias              | Terry Dexter (voz)          | junto a Ian McShane y Lily Collins                                                                        |
| 2018 | Destroyer                           | Silas                       | junto a, Nicole Kidman, Sebastian Stan, Tatiana Maslany, Bradley Whitford, Jade Pettyjohn y Scoot McNairy |
| 2017 | Kong: La Isla Calavera              | Jack Chapman                | junto a Tom Hiddleston, Brie Larson y Samuel L. Jackson, entre otros.                                     |
| 2016 | Un monstruo viene a verme           | Papá                        | junto a Lewis MacDougall, Felicity Jones, Sigourney Weaver y Liam Neeson                                  |
| 2016 | Ben-Hur                             | Messala                     | junto a Jack Huston, Morgan Freeman                                                                       |
| 2016 | Warcraft: El Origen                 | Durotan                     | junto a Travis Fimmel y Dominic Cooper                                                                    |
| 2015 | 4 Fantásticos                       | Doctor Doom/Victor von Doom | junto a Kate Mara, Miles Teller, Michael B. Jordan, Jamie Bell & Tim Blake Nelson                         |
| 2014 | Dawn of the Planet of the Apes      | Koba                        | junto a Andy Serkis, Jason Clarke, Gary Oldman, Keri Russell, Kodi Smit-McPhee & Kirk Acevedo             |
| 2012 | The East                            | Doc                         | junto a Ellen Page, Alexander Skarsgård, Julia Ormond & Shiloh Fernández                                  |
| 2012 | Wrath of the Titans                 | Agénor                      | junto a Sam Worthington, Liam Neeson, Ralph Fiennes, Rosamund Pike & Danny Huston                         |
| 2011 | War Horse                           | Soldado Geordie             | junto a Jeremy Irvine, Tom Hiddleston, Peter Mullan, Emily Watson & David Thewlis                         |
| 2011 | Jess//Jim                           | Compañero de Jim            | corto - junto a Benjamin Dilloway, Leah Brotherhead & Marsha Henry                                        |
| 2011 | Handcuffed                          | Hijo                        | corto - junto a Helen Bailey                                                                              |
| 2011 | The Veteran                         | Miller                      | junto a Brian Cox, Tony Curran, Adi Bielski & James Alexander                                             |
| 2010 | The Conspirator                     | John Wilkes Booth           | junto a James McAvoy, Robin Wright, Danny Huston, Evan Rachel Wood, Tom Wilkinson & Justin Long           |
| 2010 | The Sorcerer's Apprentice           | Drake Stone                 | junto a Nicolas Cage, Jay Baruchel, Alfred Molina & Teresa Palmer                                         |
| 2010 | Prince of Persia: The Sands of Time | Garsiv                      | junto a Jake Gyllenhaal, Gemma Arterton, Ben Kingsley & Alfred Molina                                     |
| 2009 | Chéri                               | Patron                      | junto a Michelle Pfeiffer, Rupert Friend, Harriet Walter & Kathy Bates                                    |
| 2009 | Tea and Biscuits                    | Billy                       | corto - junto a Alex Barker                                                                               |
| 2008 | The German                          | Barton                      | corto - junto a Christian Brassington & Glenn Mullins                                                     |
| 2008 | RocknRolla                          | Johnny Quid                 | junto a Gerard Butler, Tom Wilkinson, Thandie Newton, Mark Strong, Idris Elba & Tom Hardy                 |
| 2007 | The Commander: Windows of the Soul  | Jimmy Bannerman             | junto a Amanda Burton, Mark Lewis Jones & Christopher Fulford                                             |
| 2007 | Control                             | Rob Gretton                 | junto a Sam Riley, Samantha Morton, Alexandra Maria Lara, Joe Anderson & Harry Treadaway                  |
| 2006 | Born Equal                          | Mendigo                     | junto a Colin Firth, Robert Carlyle, Anne-Marie Duff & David Oyelowo                                      |
| 2006 | Wilderness                          | Callum                      | junto a Sean Pertwee, Alex Reid, Stephen Wight & Luke Neal                                                |
| 2005 | Match Point                         | Policía                     | junto a Jonathan Rhys Meyers & Matthew Goode                                                              |
| 2004 | Alexander                           | Pausanius                   | junto a Colin Farrell, Jared Leto, Rosario Dawson & Jonathan Rhys Meyers                                  |
| 2004 | Northern Soul                       | Mark Sherbert               | corto - junto a Jo Hartley & Jordan Dodd                                                                  |
| 2004 | Dead Man's Shoes                    | Anthony                     | junto a Paddy Considine, Gary Stretch, Jo Hartley, Seamus O'Neill & Stuart Wolfenden                      |

### Series de televisión
| Año         | Título            | Personaje      | Notas                                |
| ----------- | ----------------- | -------------- | ------------------------------------ |
| 2023-2024   | For all Mankind   | Miles Dale     | 10 episodios                         |
| 2019 - 2023 | Servant           | Sean Turner    | 36 episodios                         |
| 2013        | The Escape Artist | Liam Foyle     | 3 episodios - miniserie              |
| 2011        | Black Mirror      | Liam           | episodio "The Entire History of You" |
| 2007        | The Street        | Paul Billerton | 3 episodios                          |
| 2005        | ShakespeaRe-Told  | Malcolm        | episodio "Macbeth"                   |
| 2000        | Peak Practice     | Graham         | episodio "Keeping Up the Act"        |

### Videojuegos
| Año  | Título                      | Personaje   | Notas                           |
| ---- | --------------------------- | ----------- | ------------------------------- |
| 2011 | Star Wars: The Old Republic | Darth Jadus | prestó su voz para el personaje |

### Teatro
| Año  | Obra         | Personaje | Director      | Teatro            | Notas |
| ---- | ------------ | --------- | ------------- | ----------------- | ----- |
| 2006 | Enemies      | Sintsov   | Máximo Gorki  | Almeida Theatre   | -     |
| 2004 | Journeys End | Raleigh   | R.C. Sherriff | Playhouse Theatre | -     |

## Premios y nominaciones
| Año  | Categoría                            | Premio                         | Película         | Resultado |
| ---- | ------------------------------------ | ------------------------------ | ---------------- | --------- |
| 2009 | Rising Star Award                    | BAFTA Award                    | -                | Nominado  |
| 2009 | Best Newcomer                        | Empire Award                   | -                | Nominado  |
| 2008 | British Supporting Actor of the Year | ALFS Award                     | Control          | Nominado  |
| 2007 | Best Supporting Actor                | British Independent Film Award | Control          | Ganador   |
| 2004 | Most Promising Newcomer              | British Independent Film Award | Dead Man's Shoes | Nominado  |